# James F. Hinkle
James F. Hinkle, född 20 oktober 1864 i Franklin County, Missouri, död 26 mars 1951 i Roswell, New Mexico, var en amerikansk politiker (demokrat). Han var den 6:e guvernören i delstaten New Mexico 1923–1925.
Hinkle studerade vid University of Missouri. Efter studierna flyttade han till New Mexico och gjorde där en framgångsrik karriär inom affärslivet.
Hinkle var borgmästare i Roswell 1904–1906 och ledamot av delstatens senat 1912–1917. Efter en mandatperiod som guvernör återvände han till affärslivet.